# Kyzylsu
Kyzylsu är ett vattendrag i Kina, på gränsen till Tadzjikistan. Det ligger i den autonoma regionen Xinjiang, i den nordvästra delen av landet, omkring 880 kilometer sydväst om regionhuvudstaden Ürümqi.
Genomsnittlig årsnederbörd är 109 millimeter. Den regnigaste månaden är juli, med i genomsnitt 25 mm nederbörd, och den torraste är oktober, med 1 mm nederbörd.